# Oxypetalum stenophyllum
Oxypetalum stenophyllum är en oleanderväxtart som beskrevs av Gustaf Oskar Andersson Malme. Oxypetalum stenophyllum ingår i släktet Oxypetalum och familjen oleanderväxter. Inga underarter finns listade i Catalogue of Life.